# ゆるゆる劇場
『ゆるゆる劇場』（ゆるゆるげきじょう）は、ジー・モードが発売したアドベンチャーゲーム、およびシリーズ名。2004年よりシリーズ作品が順次発売されている。シリーズ名は「ゆるゆるフレンズシリーズ」とも表記される。
メインキャラクターである「あかまる」「ゴムーン」「口ボット（くちボット）」の3人によるゆるいやりとりを中心に据えた内容で、公式サイトでは「脱力系アドベンチャーゲーム」と称している。キャラクターデザインは、フジテレビジョン『ウゴウゴルーガ』やNHK教育テレビジョン『なんでもQ』などを手がけた青木俊直。
会員登録制コミュニティサイト「BEWE」では、本シリーズに関するサポーターズクラブ（ファンクラブ）が運営されていた。

## シリーズ作品一覧

### 本編作品
| タイトル                         | 発売日 | 備考 |
| -------------------------------- | --- | --- |
| ゆるゆる劇場                     | EZアプリ：2004年4月29日 iアプリ：2004年10月4日                                                                                             | |
| ゆるゆる劇場2                    | EZアプリ：2004年12月24日 iアプリ：2005年1月17日 Vアプリ：2005年2月1日                                                                      | |
| ゆるゆる劇場3                    | iアプリ：2005年12月26日 Vアプリ：2006年2月15日 EZアプリ：2006年5月11日                                                                     | |
| ゆるゆる劇場-劇場版-             | iアプリ：2006年12月1日 S!アプリ：2007年2月1日 EZアプリ：2007年4月5日                                                                       | |
| ゆるゆる劇場-劇場版2008-         | iアプリ：2007年12月20日 S!アプリ：2008年2月1日 EZアプリ：2008年3月6日                                                                      | |
| ゆるゆる劇場-劇場版2009-         | iアプリ：2009年2月16日 EZアプリ：2009年3月12日 S!アプリ：2009年4月1日                                                                      | |
| ゆるゆる劇場-劇場版完結編-       | iアプリ：2009年12月21日 S!アプリ：2010年2月1日 EZアプリ：2010年4月1日                                                                      | |
| 帰ってきたゆるゆる劇場-劇場版-   | EZアプリ：2011年2月3日 iアプリ：2011年3月7日 S!アプリ：2011年8月1日                                                                        | |
| ゆるゆる劇場-劇場版ブラック-     | iアプリ/S!アプリ：2012年4月2日 EZアプリ：2012年4月5日                                                                                      | |
| ゆるゆる劇場クラシック           | iOS/Android：2017年10月1日 DMM GAMES：2019年10月25日 Nintendo Switch：2022年3月31日                                                        | 『ゆるゆる劇場』『ゆるゆる劇場2』『ゆるゆる劇場3』をセットにした移植作品。 本作より、プロデューサーの河上京子がジー・モードを退社後に設立した株式会社カエルパンダがジー・モードよりライセンスの許諾を受ける形で発売。 Nintendo Switch版を発売するにあたりCAMPFIREでクラウドファンディングを実施した。 |
| ゆるゆる劇場-劇場版-1            | iOS/Android：2018年7月2日 DMM GAMES：2019年10月25日 Nintendo Switch：2022年7月21日                                                         | 『ゆるゆる劇場-劇場版-』の移植作品。 |
| ゆるゆる劇場-劇場版-2&3          | Nintendo Switch：2022年11月17日 Android(2)：2023年8月14日 iOS(2)：2023年8月30日 iOS/Android(3)：2023年11月17日                             | 『ゆるゆる劇場-劇場版2008-』『ゆるゆる劇場-劇場版2009-』をセットにした移植作品。 本作および以下の『ゆるゆる劇場-劇場版-完結編三部作』についてCAMPFIREでクラウドファンディングを実施した。 iOS/Android版は個別に販売している。                                                                         |
| ゆるゆる劇場-劇場版-完結編三部作 | Nintendo Switch：2023年7月13日 iOS/Android(完結編)：2023年12月29日 iOS/Android(帰ってきた)：2024年1月26日 iOS/Android(BLACK)：2024年4月1日 | 『ゆるゆる劇場-劇場版完結編-』『帰ってきたゆるゆる劇場-劇場版-』『ゆるゆる劇場-劇場版ブラック-』をセットにした移植作品。 iOS/Android版は個別に販売している。 |

### 派生作品
| タイトル                             | 発売日                                                                  | 備考 |
| ------------------------------------ | ----------------------------------------------------------------------- | --- |
| ゆるゆる点取占い                     | EZアプリ：2004年10月1日 iアプリ：2004年10月4日 Vアプリ：2004年10月13日  | シリーズのキャラクターがトランプゲームのブリッジで対戦する。 |
| ゆるゆる眼力チェッカー               | iアプリ：2005年8月15日 EZアプリ：2005年10月27日                         | プレイヤーが視力検査を行い、結果の内容に応じてシリーズのキャラクターがアドバイスをする。                                                                                   |
| ゆるゆる人生双六 ～花の就職活動編～  | iアプリ：2005年9月12日 Vアプリ：2005年10月3日                           | あかまる、ゴムーン、口ボットの3人によるすごろくゲーム。 |
| ゆるゆるゆるっと                     | iアプリ：2006年2月1日 Vアプリ：2006年2月15日 EZアプリ：2006年5月18日    | あかまる、ゴムーン、口ボットの3人がタロットでプレイヤーの運勢を占う。 |
| TETRIS BLUE ゆるゆるフレンズ         | Vアプリ：2006年7月7日 iアプリ：2006年8月7日 EZアプリ：2006年8月24日     | シリーズのキャラクターが登場するテトリス。 |
| ゆるゆる活劇！～RPG風味～            | iアプリ：2006年7月24日 EZアプリ：2006年10月19日 S!アプリ：2006年11月1日 | RPG風のアクションゲーム。 |
| ゆるゆるミニゲ祭-名探偵ゴムーン刑事- | iアプリ：2007年6月11日 S!アプリ：2007年6月13日 EZアプリ：2007年6月28日  | ゴムーンを主人公とするミニゲーム集。 |
| ゆるカジ-ゆるゆるカジノ道楽-         | iアプリ：2008年10月20日 S!アプリ：2009年1月14日 EZアプリ：2009年2月26日 | 「ポーカー」「ちんちろりん」「Big&Small」の3種のゲームを収録。 |
| マジカルドロップゆるっと             | ニンテンドーDSiウェア ：2009年7月29日                                   | パズルゲーム『マジカルドロップ』を『ゆるゆるフレンズ』のキャラクターに置き換えたもの。「ゆるゆるゆるっと」というタロット占いモードもある。2012年11月30日をもって配信終了。 |
| ゆるゆるかるた-ねり梅風味-           | iアプリ：2010年8月23日 S!アプリ：2011年1月12日 EZアプリ：2011年1月13日  | シリーズのキャラクターとシュールな読み句を用いたかるたゲーム |
| ゴムくさい彼氏-ゆるゆる劇場シリーズ- | iアプリ：2010年10月4日 EZアプリ：2011年4月7日 S!アプリ：2011年4月13日   | 女子力の欠けた女子となったプレイヤーがゴムーンとの恋愛を行う恋愛シミュレーションゲーム。                                                                                   |

## 登場人物
あかまる
ミャゴヤの喫茶店「カフェまる」の長女。5歳のときにトラウマに遭う。高校在学中に見た夢のお告げに従ってニソミコミ北高等学校（ニソ北高）を卒業後、大学進学はせずに女優を目指す。20歳まで実家の喫茶店でウェイトレスをして、上京資金を貯めた後にタッポロに上京する。オーディションを受けるが不合格し続けて現在に至る。
25歳の秋、北タッポロのバー「ずんどこ」でヤケお湯をあおっているときに店内でトラブルを起こしているゴムーンと出会い、それ以来の腐れ縁となり知り合い（自称）となる。低血圧のため朝に弱く、柔らかいゴミを出し損ねることがある。
頭部の黒い玉は「あかまる玉」と呼ばれ、ちぎって投げると武器になる。また身につけているスカートのようなものは実は浮き輪で、洪水や高波などの対策も万全である。
ゴムーン
チブリアの豪農の5人兄弟の末っ子。中学生時代に韮山さんと出会ったことでオカルティズムやロックにハマる。
チブリア農芸大学付属第一高校（チブ大一高）に進学するが実家が名家なこともあり、学園内では不良グループを仕切る番長気取りだったが風紀委員長兼保健係のルーラと出会って若干更生する。高校卒業後はエスカレーター式で大学に進学し、農業経済学部に入る。大学在学中はラグビーっぽいことや野球っぽいことに参加するなど、人生の方向性がまともになりつつあったが再び韮山さんと再会したことで自分がレールに敷かれた人生を歩んでいることを反省し大学を自主中退して全国漫遊の旅に出かける。
数年後、流しのロッカーとしてタッポロで活動を開始。その後、北タッポロのバー「ずんどこ」で店内でトラブルを起こしているときにヤケお湯をあおっているあかまると出会い、それ以来の親友（自称）となる。そして、ひょんなことからタッポロ市長選挙に立候補して当選した。場の空気が読めず、余計なことを言ってしまうため人に誤解されてしまい、よくトラブルに巻き込まれる。
チブリア特産のゴムーンスーツを身に纏っている。
口（くち）ボット
数年前にハカセ（八力也）によってドイチで量産型全自動孫の手ロボ1号機として開発された。
板前になるために修業していたが根気が尽きて宇宙船に乗って逃げ出した。その後、宇宙船が制御不能になって北タッポロに墜落してあかまるとゴムーンに出会う。北タッポロに墜落した際に、メモリーチップスが抜け落ちて記憶喪失になる。あかまるとゴムーンと一緒にヘワイに行った後に、プラトニック商事に中途採用されて順調に出世して支社長になる。その後、プラトニック商事は呪いの人形のモカちゃんにM&Aされて解雇されてしまった。
動力源はマルカリ電池（汎用核分裂電池）で1本で1年間動作することや口部から摂取した食べ物をエネルギーに変換する予備電源ユニットを搭載されているなど高性能である。時々、気合いを入れるためにシコを踏んだりテッポウ（張り手）をして地震を起こしてしまう。普段は京都弁だが、職場では標準語である。
ハカセ（八力也）によってドイチで開発された試作機全自動孫の手ロボ1号機の田（た）ボットとは兄弟である。
スタネット
三大種族の一種。パカパカしている未確認飛行生物。宇宙最大のプロバイダー会社「スターネット」を経営して、通信技術「宇宙ユビキタス」を開発した。しかし恥球の経済を独占したスタネットは原住生物から反感を買って、スタネット排除の声が上がる。そして迫害を受けたスタネットの一部は身体を茶色に塗って「地底人」を名乗り、地底世界へ移住する。さらに食料資源を得るために海中に進出し「海底人」を名乗る。
ワガシィが大好物であるが、チワワに食われる。
ワガシィ
三大種族の一種。丸くて青くて足がなく、肌がマシュマロのようなふにふにした感触である。多弁であることから政界や文学界でも活躍するワガシィも多い。
チワワが大好物であるが、スタネットに食われる。
チワワ
三大種族の一種。口が大きいワニっぽい犬。恥球の原住生物で文明を持たない下等生物であったが、ヘワイに降り立った「無礼者一族」の手によって人為的に知能を植えつけられたらしい。「キタチワワ」などと呼ばれている知性化されていないチワワも棲息しているが、その数は減少しているので早急な保護対策が求められている。原住生物だけあって地元のことには強く、政治家になる者も多い。
スタネットが大好物であるが、ワガシィに食われる。
モカちゃん
プラトニック商事の前身であるプラトニック玩具で製造された。一大ブームを巻き起こしたが生産の増加を急いだために材料の検査が行わないまま、有害物質を含んだモカちゃん人形を出荷する。その結果、モカちゃん人形は全て回収となり処分されてしまう。そして、その恨みが現存するモカちゃん人形を呪いの人形に変えてしまった。
性格はわりと親切だが、ビジネスの上で敵対関係にある者に対しては容赦しない。
パパ(配管工)とママ(お姫様)がいるが諸事情で姿を見ることはできない。恋人にはタギル君がいる。
ハカセ（八力也）
口（くち）ボットと田（た）ボットを設計した科学者。よく背中が痒くなるために孫の手として口（くち）ボットと田（た）ボットを設計したが、調子に乗って多機能ロボットにしてしまったらしい。日々、研究や開発に明け暮れているが実益の無いものばかり作り出すので借金が多く、アルバイトで地道に生活・研究費を稼いでいる。
小惑星帯に研究施設「ラボラトリーホール」（ラボホ）を所有している。

## 主な地名

### 恥球
タッポロ
あかまる、ゴムーン、口（くち）ボットの三人が居住している恥球最大の都市。
チワワ
たくさんのチワワが住んでいるチワワの里。
トナリ
特に何もないチワワとワタミの中継地点。
ワタミ
お肌がスベスベになる温泉があり、大人気の観光スポット。
ヘワイ
春の陽気を楽しめる常春の島。
オピピロ
セレブレットや青年実業家、ロボットなどを放牧している牧場がある。
アパシリ
年に一度の「アパシリゲームショー」が開催されることで有名な都市。
チブリア
ゴムーンの出身地。住民は皆ゴムーンスーツを着ている。
ミャゴヤ
あかまるの出身地。ミャゴヤ駅を降りると「ミャミャちゃん」という異形の巨大石像が立っている。ニソミコミやキシメソなどが名物である。
キノウト
ミャゴヤに近い古都。修学旅行の定番の都市。ヤツハチと御当地モカちゃんが名物である。

### 秘球
クッポロ
タッポロそっくりな、いわゆる絵空事でいうところのパラレルワールド。秘球最大の都市。
ムームーン谷
非常に内気でスローペースな平和主義者のムームーン族という秘球の原住生物が住んでいる。

### 宇宙
ホワイティハウス
宇宙大統領プッシュが住んでいる公邸。全20基の惑星破壊ミサイル、地対空防衛システム、サウナ、床暖房が完備されている。
アカシレコード店
宇宙の全ての過去の記録だけではなく、未来のことまで全てわかるという究極のアナログ盤専門店。裁判でも有効利用されている。
ラボラトリーホール（ラボホ）
ハカセ（八力也）が所有している研究・開発施設。研究・開発施設だけではなく、宇宙旅行中の休憩・宿泊施設としても利用されている。部屋内は宇宙船の強化パーツを扱うロッカー式自動販売機やオリジナルの清涼飲料「ラボ・ジュース」が置かれた冷蔵庫が設置されている。またエアコンや有線放送、ネット環境も整っている。

## エンディングテーマ
- ゆるゆるフレンズ （ゆるゆる劇場）
- 超故郷スピリット （ゆるゆる劇場2）
- ウイロウザワールド 〜哀・恥球博公式テーマソング〜（ゆるゆる劇場3）
- メミの鳴く午後に （ゆるゆる劇場 -劇場版-）
- 探偵マル秘ブルース （ゆるゆるミニゲ祭 -名探偵ゴムーン刑事-）
- 恋する砂時計 （ゆるゆる劇場 -劇場版2008-）
- 終幕 （ゆるゆる劇場 -劇場版2009-）